# Look and feel

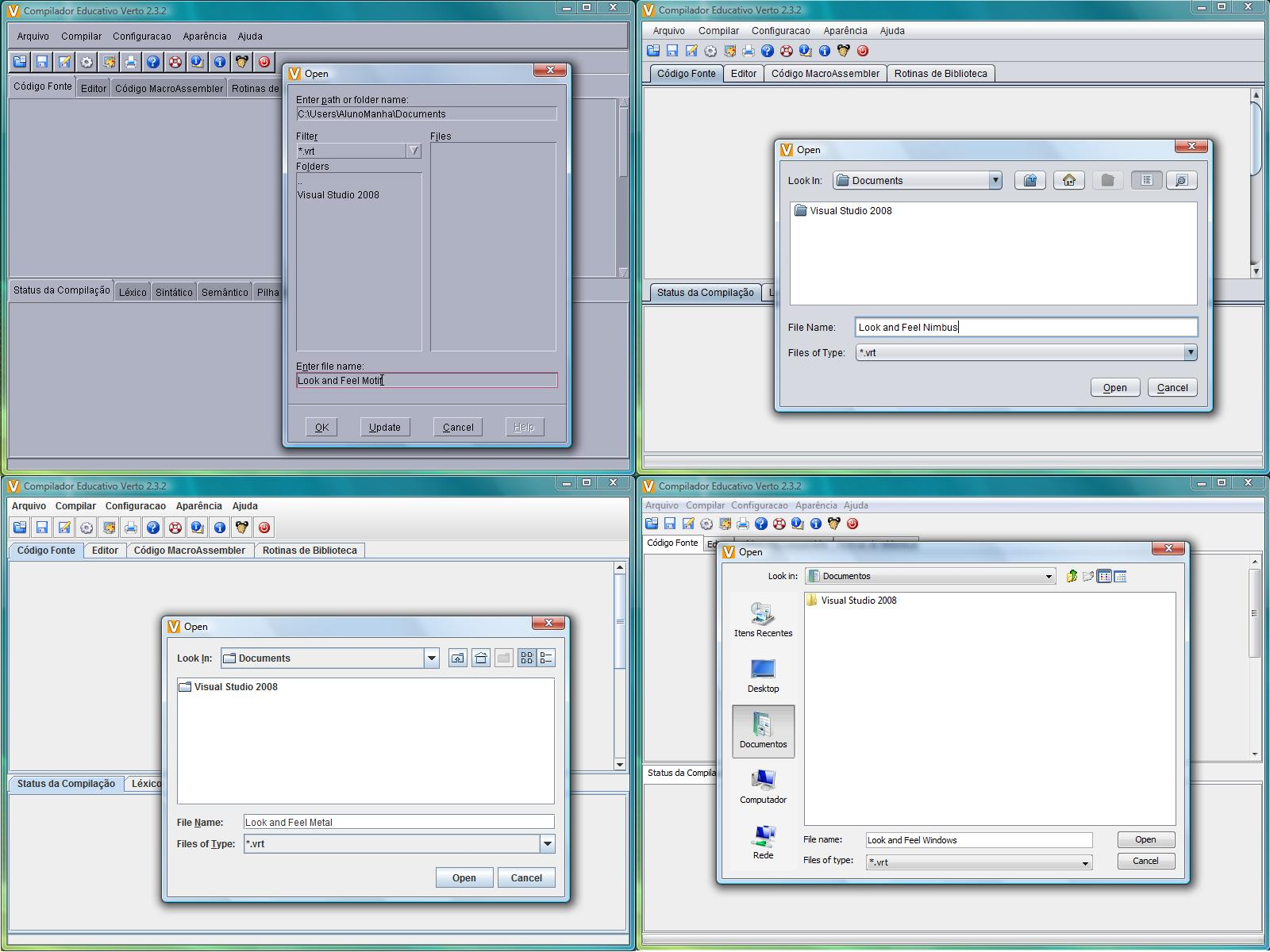
Diferents Look and feel aplicats al mateix programa.

El terme look and feel és una expressió anglesa que, amb el significat d'aspecte i tacte (entre altres), s'empra en sentit metafòric (quan es refereix al tacte de quelcom no tangible) dins l'entorn de màrqueting per poder donar una imatge única a un producte, incloent àrees com el disseny exterior, trade dress, la capsa en què es lliura al client, etc. arribant a descriure les característiques principals abans de la seva aparició (anunci), durant la campanya de llançament, i més tard durant la posterior comercialització, amb la finalitat que l'usuari, mitjançant tots aquests paràmetres, pugui arribar a conèixer el producte i a associar-lo amb una determinada marca d'una forma inequívoca.
El "look and feel" (amb el sentit d'"aspecte i tacte") s'aplica també a altres contextos dins del màrqueting global d'un producte. En la documentació, per exemple, es refereix al disseny gràfic (mida del document, color, tipus de lletra i l'estil d'escriptura, etc..). En el context físic dels equips (reproductors de DVD, blue-ray, etc..), es refereix a la coherència que hi ha d'haver a través d'una línia de productes, en el disseny de les tecles, botons, etc.. i la seva disposició per tal de facilitar a l'usuari el poder començar a treballar ràpidament amb el producte si ja n'ha emprat abans un altre de la mateixa marca.
Cal remarcar que, de les accepcions traduïdes per "aspecte i tacte", cap d'elles es pot traduir per "aspecte i comportament", ja que les coses inanimades (com la caixa d'un producte), no poden tenir cap mena de comportament ni emprant una metàfora, expressió que sí que és acceptable en el cas d'una interfície gràfica, ja que hi ha una interacció amb l'usuari, i el programa té un "comportament" d'acord amb ella.

## Història del seu ús
Look and feel s'ha emprat al llarg de la història amb diferents significats, depenent del context. Aplicat a objectes inanimats o coses (com per exemple un moble, els cabells, la roba, etc..), n'hi ha referències des del segle xvii (1670):"...but look and feel like like down sprinckled with dust...", amb el significat molt clar d'"aspecte i tacte" d'allò a què es fa referència. Dins d'aquest context normalment s'utilitza per referir-se a característiques físiques com serien el "color i la textura": Un vestit amb un luxós look and feel. En un context més ampli i molt clàssic (n'hi ha referències a Lord Byron), es pot utilitzar també fent referència a una persona en el sentit de "quin aspecte té i com es troba", i generalitzant, amb nombrosos altres significats, depenent del context.

## Aspecte i sensació (GUI)

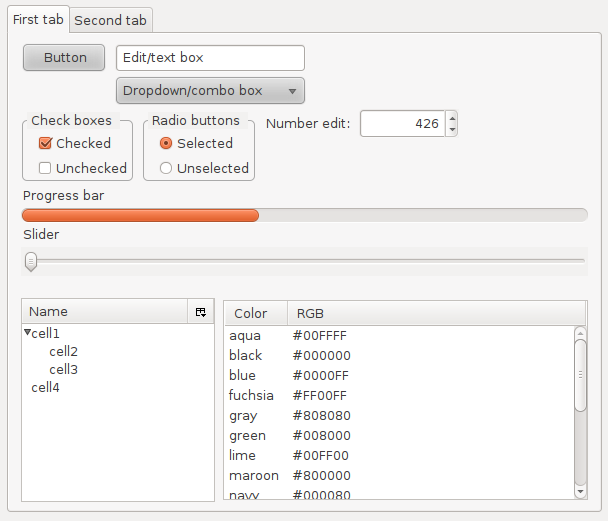
Alguns widgets típics

L'aspecte i sensació d'una interfície gràfica d'usuari (GUI) és el conjunt de propietats i característiques que li donen una identitat visual única i poden ser percebuts de manera diferent d'acord amb cada usuari.
L'aspecte d'aquestes interfícies es caracteritza principalment pels paràmetres fonamentals com el tipus de lletra o la forma, color i disposició dels elements. Però allò que es pot «percebre i sentir» sobre aquestes interfícies està molt influït per la interacció amb cada una d'elles, que es caracteritza pels diferents efectes gràfics coneguts com a widgets, botons, menús, etc.

## A nivell d'API
Una API, (interfície de programari que proporciona algun tipus de funcionalitat), també pot tenir un determinat aspecte i comportament. Diferents parts d'una API (per exemple, algunes classes o paquets) sovint estan vinculades per convencions sintàctiques i semàntiques (per exemple, pel model asíncron execució, o per la forma d'accedir als atributs d'un objecte). Aquests elements es representen de forma explícita (és a dir, són part de la sintaxi de l'API) o implícitament (és a dir, són part de la semàntica de l'API).

## Demandes judicials
Algunes companyies tracten de fer valer el copyright d'imatge comercial de cert Look and Feel dels seus productes. Apple Computer va ser notable pel seu ús de la paraula Look and Feel  en referència al seu sistema operatiu Mac OS. L'empresa va intentar, amb cert èxit, bloquejar a altres desenvolupadors de programaris amb un aspecte similar. Apple va argumentar que tenia un copyright sobre l'aparença del seu programari, i fins i tot va anar tan lluny com per demandar a Microsoft, basant-se en el fet que el sistema operatiu Windows havia copiat il·legalment l'aspecte i comportament del seu Mac.
 Great Giana Sisters , de Rainbow Arts, va ser retirat després d'un plet sobre la semblança entre el seu aspecte i comportament i el de  Super Mario Bros .
Apple Inc també ha presentat demandes contra els fabricants rivals de smartphones i tablets, afirmant que aquests fabricants han copiat Look and Feel ("aspecte i tacte del hardware i de l'empacament", a part del trade dress) de populars productes d'Apple com l'iPhone o l'iPad, aconseguint finalment una sentència condemnatòria contra Samsung haver copiat diverses patents de l'iPhone (entre altres). tot i ser Android (el culpable del "Look and Feel" amb el significat: "aspecte i comportament"), propietat de Google, obert al domini públic, és a dir la sentència (087,305,677) es refereix clarament al sentit disseny i màrqueting de "Look and Feel" que no es pot traduir per "aspecte i comportament" (tapa posterior, docking, embalatge, frontal, etc.)